# Větrný mlýnek (Řepiště)
Větrný mlýnek stojí v obci Řepiště okres Frýdek-Místek.

## Historie
Větrné mlýnky vznikaly ve Slezsku na začátku 20. století a sloužily ke šrotování obilí. V Řepišti byla v roce 2014 postavena replika původního mlýnku z roku 1938. Původní mlýnek sloužil asi do roku 1950. Jeho vnitřní vybavení bylo demontováno a budova sloužila jako chlívek. V roce 2004 byly jeho trosky rozebrány. V replice jsou zabudovány původní kovové části a podle vzoru okolních mlýnků byl vyroben hranolový vysévač. Replika větrného mlýnku byla postavena za pomoci dotace Moravskoslezského kraje.

## Popis
Dřevěná deštěná stavba na půdorysu obdélníku 3 × 3,5 metrů, zakončena sedlovou střechou. Skrz střechu vystupuje kovový stožár s větrnou turbínou.